# Kleine Freimaurer-Kantate
La Kleine Freimaurer-Kantate (en alemán, Pequeña cantata masónica), también conocida como Laut verkünde unsre Freude (Anunciad a viva voz nuestra felicidad), en do mayor, K. 623, es una cantata compuesta por Wolfgang Amadeus Mozart en Viena, terminada el 15 de noviembre en 1791. La pieza ocupa treinta y seis páginas en el autógrafo de Mozart, y está escrita para orquesta, un coro de hombres y voces solistas.

## Historia
La obra fue escrita por encargo de la sociedad con ocasión del traslado de la sede de la logia Zur gekrönten Hoffnung (‘La esperanza coronada’), a la que Mozart pertenecía, siendo a la sazón maestro el conde Johann Esterházy, chambelán imperial y real.
Se trata de una de las últimas obras escritas por Mozart, y fue estrenada el 18 de noviembre de ese mismo año en dicha logia, bajo la dirección del compositor. Mozart cayó postrado en cama dos días después del estreno, falleciendo tan solo dos semanas después, el día 5 de diciembre; a su muerte, la partitura de la cantata fue publicada por la logia a beneficio de la viuda del compositor.
En cuanto al autor del texto, se sabe que era un miembro de la logia, aunque no exactamente quién: diversas fuentes señalan a Emanuel Schikaneder como autor, aunque lo más probable es que el texto fuese obra de Johann Georg Karl Ludwig Giesecke, tal y como sostiene H. C. Robbins Landon.

## Estructura
1. Coro (Allegro Do mayor)
2. Recitativo - Aria (Andante Sol mayor)
3. Recitativo - Dueto (Andante Fa mayor)
4. Coro (Allegro Do mayor)